# Martha Saalfeld
Martha Saalfeld, nach Heirat Martha vom Scheidt (* 15. Januar 1898 in Landau (Pfalz); † 14. März 1976 in Bad Bergzabern), war eine deutsche Lyrikerin und Romanschriftstellerin.

## Leben und literarischer Werdegang

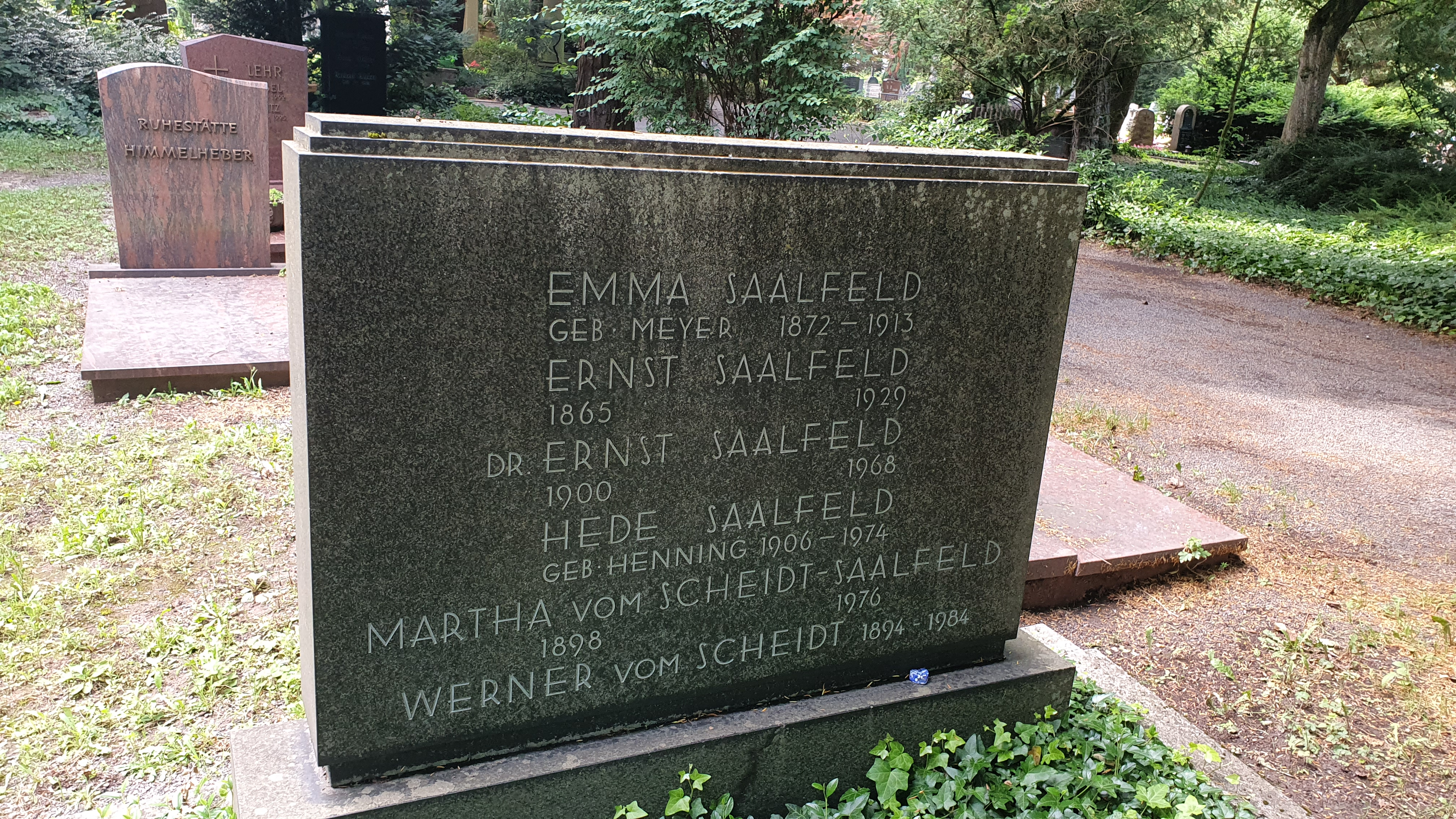
Grabstätte von Martha Saalfeld in Landau

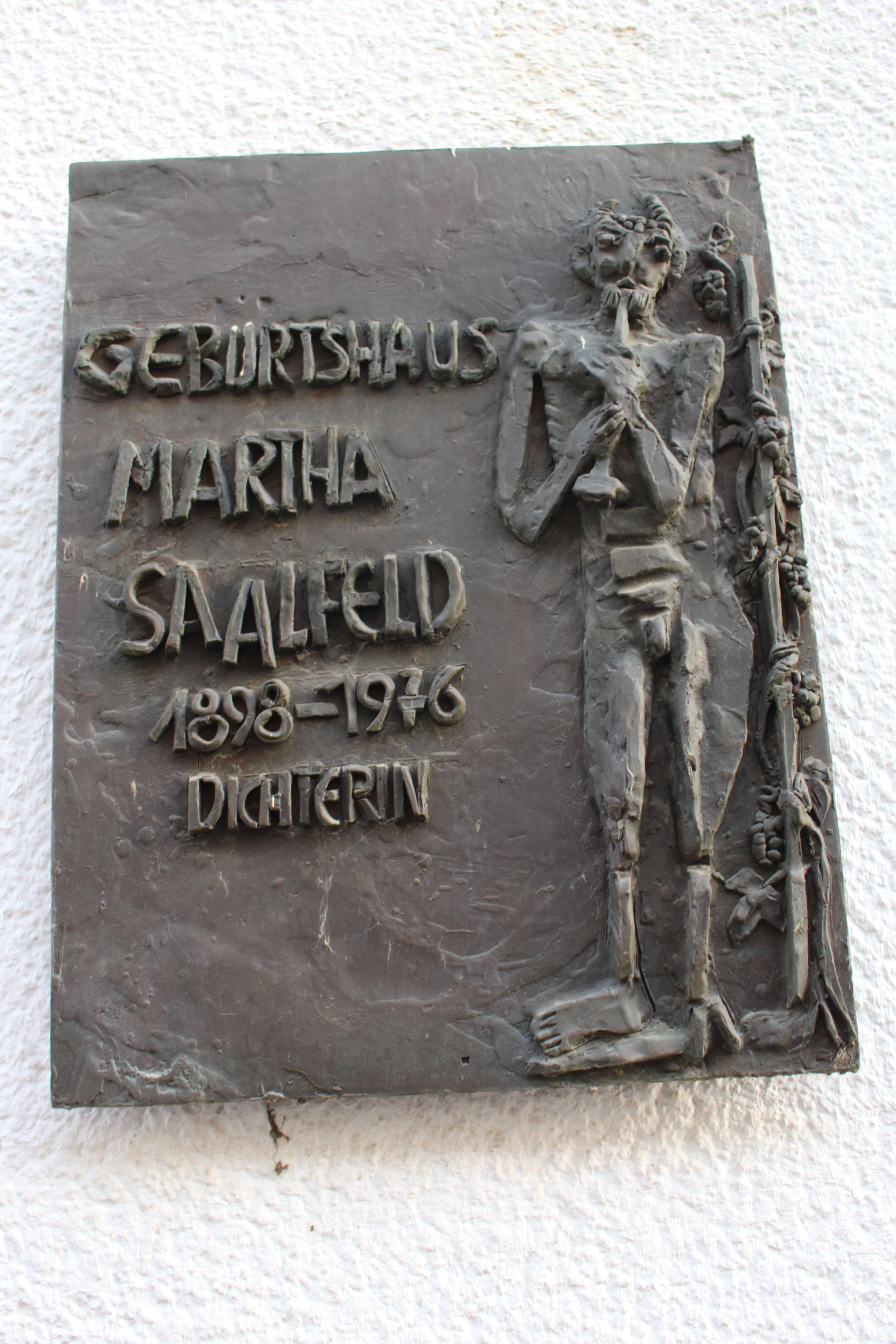
Gedenktafel für Martha Saalfeld am Geburtshaus in der Theaterstr., Landau/Pfalz

Martha Saalfeld wurde 1898 als Tochter des Kaufmanns und Eisenhändlers Ernst Saalfeld und dessen Ehefrau Emma geb. Meyer geboren. Im Alter von sieben Jahren wurde sie von ihrer kränkelnden Mutter zur Landauer Großmutter gegeben; die Mutter starb 1913. Die Tochter besuchte bis 1914 die Städtische höhere Mädchenschule in Landau, wo der Direktor Carl Friedrich Müller-Palleske ihre literarischen Neigungen förderte. 1915 tat Saalfeld Dienst im Kriegslazarett, 1921 legte sie in Kaiserslautern als Externe das Abitur ab.
In Heidelberg studierte sie Philosophie und Kunstgeschichte. Eine bei Karl Jaspers begonnene Dissertation in Philosophie brach sie 1927 ab. 1925 erschienen erste Gedichte in der Heimaterde, der Zeitschrift des Literarischen Vereins der Pfalz. Unter Vermittlung von Rudolf G. Binding wurde 1926 die Lyrik-Sammlung „Der unendliche Weg“ in der „Neuen Rundschau“ publiziert.
1928 heiratete Saalfeld den Grafiker Werner vom Scheidt und begann eine Ausbildung zur Apothekenhelferin in Landau. 1931 veröffentlichte sie Gedichte beim Berliner Verlag Rauch, 1932 fand die Uraufführung ihrer Tragikomödie Beweis für Kleber statt. In dieser Zeit war sie berufstätig in Apotheken in Worms und Düsseldorf.
In der Zeit des Nationalsozialismus wurden ihr als Autorin große Schwierigkeiten bereitet, 1937 wurde gegen sie ein Publikationsverbot verhängt. Saalfeld und ihr Mann zogen 1939 nach Babenhausen. Saalfeld musste Apothekendienst leisten und war später in einer Munitionsfabrik zwangsverpflichtet.
Seit 1945 lebte das Ehepaar in Wasserburg am Inn. 1948 zogen sie nach Bad Bergzabern in die Pfalz um. Dort war Saalfeld literarisch sehr produktiv, in rascher Folge erschienen von ihr Gedichte, Erzählungen und Romane. Würdigungen erfuhr sie u. a. durch Hermann Hesse, Stefan Zweig und Elisabeth Langgässer. Dabei wurde das Märchenhafte, Magische und Tagträumerische in ihren Werken besonders hervorgehoben.
Nach ihrem Tod 1976 in Bad Bergzabern wurde Saalfeld in ihrer Geburtsstadt Landau beigesetzt.

## Nachleben, Nachlass und Gedenken
Berthold Roland, der Referent für Kunst und Literatur des Landes Rheinland-Pfalz, wurde ihr und ihres Mannes Erbe und Nachlassverwalter. 1997 eröffnete er zusammen mit Bürgermeister Rudolf Wagner die „vom Scheidt-Saalfeld-Gedächtnisstätte“ als Abteilung des Stadtmuseums Bad Bergzabern. 2013 wurde auf seine Kosten ein Gedenkstein mit einem Doppelrelief des Künstlerpaares im Kurpark von Bad Bergzabern errichtet, auf dem „vom Scheidt-Saalfeld-Weg“. Nach ihr sind der Martha-Saalfeld-Preis des Landes Rheinland-Pfalz und ein Platz im Zentrum Landaus benannt.
Den Nachlass der Dichterin betreut seit 2021 das ZKW (Zentrum für Kultur und Wissensdialog), als Teil der RPTU (Rheinland-Pfälzische Technische Universität Kaiserslautern-Landau), unter der Leitung von Anja Ohmer. Ein Konvolut Briefe, Manuskripte und Abschriften ihres Nachlasses befindet sich im Deutschen Literaturarchiv in Marbach.

## Werke
- Gedichte. Verlag Karl Rauch, Berlin 1931.
- Staub aus der Sahara. Schauspiel in drei Akten. Verlag Karl Rauch, Berlin 1932, DNB 576822000.
- Beweis für Kleber. Tragikomödie in drei Akten. Max Reichard Verlag, Freiburg i. Breisgau 1932.
- Der unendliche Weg. Sonette (1925). Verlag Karl Rauch, Berlin 1934.
- Deutsche Landschaft. Gedichte. Drei-Eulen-Verlag, Düsseldorf 1946, DNB 454242689.
- Idyll in Babensham. Erzählungen. Drei-Eulen-Verlag, Düsseldorf 1947, DNB 454242662.
- Das süße Gras. Kurzgeschichten. Bachmair, Söcking 1947, DNB 454242646.
- Der Wald. Erzählung. Desch, München 1949, DNB 454242719.
- Pan ging vorüber. Roman. Desch, München 1954, DNB 454242700.
- Anna Morgana. Roman. Desch, München 1956, DNB 454242638.
- Herbstmond. Gedichte. Desch, München 1958, DNB 454242654.
- Mann im Mond. Roman. Desch, München 1961, DNB 454242697.
- Judengasse. Roman. Desch, München 1965, DNB 454242670.
- Isi oder Die Gerechtigkeit. Roman. Desch, München 1970, DNB 457995025.
- Gedichte und Erzählungen. Verlag Lambert Schneider, Heidelberg 1973, DNB 730213897.
- Pfälzische Landschaft, Gedichte. Stiftung zur Förderung der Kunst in der Pfalz, Neustadt/Weinstr 1977, DNB 780630688.
- Bunte Bilder, Vermischte Prosa. Hrsg. Literarischer Verein der Pfalz, Pfeiffer, Kaiserslautern 1977, DNB 780114698.

Saalfelds gesammelte Werke erscheinen seit 1998:
- Berthold Roland (Hrsg.): Die Gedichte. Gollenstein Verlag, Blieskastel 1998, ISBN 3-930008-86-6.
- Berthold Roland (Hrsg.): Die Romane 'Judengasse' und 'Isi oder die Gerechtigkeit'. Gollenstein Verlag, Blieskastel 1999, ISBN 3-930008-92-0.
- Berthold Roland (Hrsg.): Die Romane 'Pan ging vorüber', 'Anna Morgana' und 'Mann im Mond'. Gollenstein Verlag, Blieskastel 2001, ISBN 3-930008-90-4.

## Mitgliedschaften und Engagement
Saalfeld war Mitglied des PEN-Clubs und der SPD. Sie engagierte sich für die Kampagne Kampf dem Atomtod.

## Auszeichnungen
- 1925 Erste Veröffentlichung
- 1927 Würdigung des S. Fischer Verlags
- 1949 2. Preis beim „Rheinland-Pfälzischen Literaturwettbewerb“ für die Erzählung Der Wald
- 1955 Großer Literaturpreis der Bayerischen Akademie der Schönen Künste
- 1959 Mitglied der Deutschen Akademie für Sprache und Dichtung, Darmstadt
- 1959 Pfalzpreis für Literatur
- 1963 Staatspreis des Landes Rheinland-Pfalz
- 1994 Stiftung des Martha-Saalfeld-Förderpreises durch das Land Rheinland-Pfalz, seit 2023 auch als Hauptpreis